# 阿林石龙子属
阿林石龙子属（学名：Alinea）为石龙子科的一个属。

## 下属物种
本属包括以下物种：
- Alinea lanceolata (Cope, 1863)
- Alinea luciae (Garman, 1887)